# Scaphiopus
Scaphiopus é um gênero de sapos pertencentes a família dos Scaphiopodidae. Esses sapos possuem uma característica marcante em suas patas traseiras, elas são como pás que servem para escavar a terra e forma buracos no chão.

## Espécies
- Spea bombifrons (Cope, 1863)
- Spea hammondii (Baird, 1859)
- Spea intermontana (Cope, 1883)
- Spea multiplicata (Cope, 1863)